# Myrmarachne bamakoi
Myrmarachne bamakoi este o specie de păianjeni din genul Myrmarachne, familia Salticidae, descrisă de Berland, Millot, 1941. Conform Catalogue of Life specia Myrmarachne bamakoi nu are subspecii cunoscute.